# Майкл Дюпонт
Майкл Дюпонт (англ. Micki DuPont; 15 квітня 1980, місто Калгарі, провінція Альберта) — канадський хокеїст, захисник.

## Кар'єра
Дюпонт розпочав свою кар'єру в 1996 році в канадській Західній хокейній лізі в клубі «Камлупс Блейзерс», за яку відіграв 259 матчів (набрав 212 очок) до кінця сезону 1999/2000. У 2000 році в Драфті НХЛ був обраний в дев'ятому раунді під номером 270, клубом НХЛ «Калгарі Флеймс». Влітку 2000 року він, нарешті, перейшов до «Флеймс», проте, виступав за їх фарм-клуб, «Сент-Джон Флеймс», АХЛ. За три сезони, він відіграв в складі «Флеймс», лише 18 матчів. У сезоні 2002/03 його обміняли в «Піттсбург Пінгвінс», однак, тут він так само виступав лише за фарм-клуб «Віклс-Беррі/Скрентон Пінгвінс» (АХЛ).
В 2003 році переїжджає до Європи, де три сезони провів у Німецькій хокейній лізі виступаючи за клуб «Айсберен Берлін», разом з яким став чемпіоном Німеччини в 2005 і 2006 роках. 2006 Майкл підписав контракт з «Піттсбург Пінгвінс» і залишив Берлін. У складі «пінгвінів» Дюпонт відіграв лише три матчі, більшу частину сезону провів у фарм-клубі «Віклс-Беррі/Скрентон Пінгвінс» в АХЛ. У сезоні 2007/08, зіграв два матчі в складі «Сент-Луїс Блюз». У сезоні 2008/09 повертається до Європи, але цього разу в Швейцарію, де виступав в  НЛА за клуб «Цуг». У листопаді 2009 року було оголошено, що захисник підписав трирічний контракт з клубом «Клотен Флаєрс». У 2012 році він продовжив контракт до 2016 року.
7 травня 2015 Майкл повернувся до клубу «Айсберен Берлін», де і завершив кар'єру у 2019 році.

## Кар'єра (збірна)
Майкл Дюпонт виступав в складі збірної Канади на чемпіонаті світу в 2006 році.

## Нагороди та досягнення
- 2000 Увійшов до команди усіх зірок Західної хокейної ліги.
- 2000 Білл Хантер Меморіал Трофі.
- 2000 найкращий захисник Канадської хокейної ліги.
- 2001 АХЛ All-Rookie Team.
- 2001 Володар Кубка Колдера у складі «Сент-Джон Флеймс».
- 2002 Матч усіх зірок АХЛ.
- 2005 Увійшов до команди усіх зірок Кубка Шпенглера.
- 2005 Чемпіон Німеччини у складі «Айсберен Берлін».
- 2006 Чемпіон Німеччини у складі «Айсберен Берлін».
- 2007 АХЛ перша команда усіх зірок.
- 2008 Матч усіх зірок АХЛ.
- 2012 Володар Кубка Шпенглера у складі збірної Канади.

## Статистика

### Клубні виступи
| Сезон        | Клуб                            | Ліга         | Регулярний сезон | Регулярний сезон | Регулярний сезон | Регулярний сезон | Регулярний сезон | Плей-оф | Плей-оф | Плей-оф | Плей-оф | Плей-оф |
| Сезон        | Клуб                            | Ліга         | І                | Г                | П                | О                | ШХ               | І       | Г       | П       | О       | ШХ      |
| ------------ | ------------------------------- | ------------ | ---------------- | ---------------- | ---------------- | ---------------- | ---------------- | ------- | ------- | ------- | ------- | ------- |
| 1996–97      | «Камлупс Блейзерс»              | ЗХЛ          | 59               | 8                | 27               | 35               | 39               | 5       | 0       | 4       | 4       | 8       |
| 1997–98      | «Камлупс Блейзерс»              | ЗХЛ          | 71               | 13               | 41               | 54               | 93               | 7       | 0       | 1       | 1       | 10      |
| 1998–99      | «Камлупс Блейзерс»              | ЗХЛ          | 59               | 8                | 27               | 35               | 110              | 15      | 2       | 8       | 10      | 22      |
| 1999–2000    | «Камлупс Блейзерс»              | ЗХЛ          | 70               | 26               | 62               | 88               | 156              | 4       | 0       | 2       | 2       | 17      |
| 1999–2000    | «Лонг-Біч Айс-Догс»             | ІХЛ          | 1                | 0                | 0                | 0                | 0                | —       | —       | —       | —       | —       |
| 1999–2000    | «Сан-Дієго Галлс»               | ЗКХЛ         | —                | —                | —                | —                | —                | 7       | 2       | 2       | 4       | 0       |
| 2000–01      | «Сент-Джон Флеймс»              | АХЛ          | 67               | 8                | 21               | 29               | 28               | 19      | 1       | 9       | 10      | 14      |
| 2001–02      | «Сент-Джон Флеймс»              | АХЛ          | 77               | 7                | 33               | 40               | 77               | —       | —       | —       | —       | —       |
| 2001–02      | «Калгарі Флеймс»                | НХЛ          | 2                | 0                | 0                | 0                | 2                | —       | —       | —       | —       | —       |
| 2002–03      | «Калгарі Флеймс»                | НХЛ          | 16               | 1                | 2                | 3                | 4                | —       | —       | —       | —       | —       |
| 2002–03      | «Сент-Джон Флеймс»              | АХЛ          | 44               | 12               | 21               | 33               | 73               | —       | —       | —       | —       | —       |
| 2002–03      | «Віклс-Беррі/Скрентон Пінгвінс» | АХЛ          | 14               | 1                | 4                | 5                | 16               | 6       | 3       | 0       | 3       | 21      |
| 2003–04      | «Айсберен Берлін»               | ДХЛ          | 45               | 10               | 22               | 32               | 76               | 10      | 3       | 6       | 9       | 35      |
| 2004–05      | «Айсберен Берлін»               | ДХЛ          | 51               | 11               | 22               | 33               | 93               | 11      | 2       | 5       | 7       | 41      |
| 2005–06      | «Айсберен Берлін»               | ДХЛ          | 52               | 11               | 21               | 32               | 78               | 11      | 4       | 10      | 14      | 10      |
| 2006–07      | «Віклс-Беррі/Скрентон Пінгвінс» | АХЛ          | 78               | 18               | 33               | 51               | 101              | 11      | 5       | 9       | 14      | 16      |
| 2006–07      | «Піттсбург Пінгвінс»            | НХЛ          | 3                | 0                | 1                | 1                | 4                | —       | —       | —       | —       | —       |
| 2007–08      | «Пеорія Райвермен»              | АХЛ          | 76               | 10               | 36               | 46               | 77               | —       | —       | —       | —       | —       |
| 2007–08      | «Сент-Луїс Блюз»                | НХЛ          | 2                | 0                | 0                | 0                | 2                | —       | —       | —       | —       | —       |
| 2008–09      | «Цуг»                           | НЛА          | 50               | 13               | 19               | 32               | 58               | 10      | 2       | 3       | 5       | 4       |
| 2009–10      | «Цуг»                           | НЛА          | 46               | 7                | 18               | 25               | 48               | 11      | 1       | 6       | 7       | 14      |
| 2010–11      | «Клотен Флаєрс»                 | НЛА          | 49               | 11               | 30               | 41               | 32               | 7       | 1       | 3       | 4       | 4       |
| 2011–12      | «Клотен Флаєрс»                 | НЛА          | 49               | 6                | 35               | 41               | 87               | 5       | 1       | 0       | 1       | 0       |
| 2012–13      | «Клотен Флаєрс»                 | НЛА          | 49               | 7                | 19               | 26               | 16               | —       | —       | —       | —       | —       |
| 2013–14      | «Клотен Флаєрс»                 | НЛА          | 48               | 7                | 22               | 29               | 66               | 16      | 1       | 4       | 5       | 12      |
| 2014–15      | «Клотен Флаєрс»                 | НЛА          | 48               | 2                | 21               | 23               | 26               | —       | —       | —       | —       | —       |
| 2015–16      | «Айсберен Берлін»               | ДХЛ          | 52               | 10               | 22               | 32               | 48               | 7       | 1       | 3       | 4       | 8       |
| 2016–17      | «Айсберен Берлін»               | ДХЛ          | 45               | 9                | 20               | 29               | 36               | 13      | 0       | 5       | 5       | 12      |
| 2017–18      | «Айсберен Берлін»               | ДХЛ          | 52               | 7                | 16               | 23               | 42               | 18      | 1       | 7       | 8       | 10      |
| 2018–19      | «Айсберен Берлін»               | ДХЛ          | 52               | 5                | 23               | 28               | 32               | 8       | 0       | 8       | 8       | 8       |
| Усього в АХЛ | Усього в АХЛ                    | Усього в АХЛ | 356              | 56               | 148              | 204              | 372              | 36      | 9       | 18      | 27      | 51      |
| Усього в ДХЛ | Усього в ДХЛ                    | Усього в ДХЛ | 349              | 63               | 146              | 209              | 405              | 81      | 11      | 44      | 55      | 124     |
| Усього в НЛА | Усього в НЛА                    | Усього в НЛА | 339              | 53               | 164              | 217              | 333              | 49      | 8       | 16      | 24      | 36      |

### Збірна
| Рік                | Команда            | Турнір             | Місце              | І | Г | П | О | ШХ |
| ------------------ | ------------------ | ------------------ | ------------------ | - | - | - | - | -- |
| 2006               | Канада             | ЧС                 | 4-е                | 9 | 0 | 1 | 1 | 4  |
| Національна збірна | Національна збірна | Національна збірна | Національна збірна | 9 | 0 | 1 | 1 | 4  |